# Tupaia ratllada
La tupaia ratllada (Tupaia dorsalis) és una espècie de tupaia de la família dels tupàids. És originària de Brunei, Indonèsia i Malàisia.